# Brunel University London
Brunel University London – brytyjska uczelnia publiczna zlokalizowana w Londynie, w dzielnicy Uxbridge (gmina Hillingdon). Została założona w 1928 roku jako Acton Technical College.